# Lijst van gemeenten in het departement Isère
Hieronder volgt een lijst van de 533 gemeenten (communes) in het Franse departement Isère (departement 38).

## A
les Abrets
- les Adrets
- Agnin
- L'Albenc
- Allemond
- Allevard
- Ambel
- Anjou
- Annoisin-Chatelans
- Anthon
- Aoste
- Apprieu
- Arandon
- Artas
- Arzay
- Assieu
- Auberives-en-Royans
- Auberives-sur-Varèze
- Auris
- Autrans
- les Avenières
- Avignonet

## B
Badinières
- Balbins
- la Balme-les-Grottes
- Barraux
- la Bâtie-Divisin
- la Bâtie-Montgascon
- Beaucroissant
- Beaufin
- Beaufort
- Beaulieu
- Beaurepaire
- Beauvoir-de-Marc
- Beauvoir-en-Royans
- Bellegarde-Poussieu
- Belmont
- Bernin
- Besse
- Bessins
- Bévenais
- Bilieu
- Biol
- Biviers
- Bizonnes
- Blandin
- Bonnefamille
- Bossieu
- le Bouchage
- Bougé-Chambalud
- le Bourg-d'Oisans
- Bourgoin-Jallieu
- Bouvesse-Quirieu
- Brangues
- Bressieux
- Bresson
- Brézins
- Brié-et-Angonnes
- Brion
- la Buisse
- la Buissière
- Burcin

## C
Cessieu
- Châbons
- Châlons
- Chamagnieu
- Champagnier
- Champier
- le Champ-près-Froges
- Champ-sur-Drac
- Chamrousse
- Chanas
- Chantelouve
- Chantesse
- Chapareillan
- la Chapelle-de-la-Tour
- la Chapelle-de-Surieu
- la Chapelle-du-Bard
- Charancieu
- Charantonnay
- Charavines
- Charette
- Charnècles
- Charvieu-Chavagneux
- Chasselay
- Chasse-sur-Rhône
- Chassignieu
- Château-Bernard
- Châteauvilain
- Châtelus
- Châtenay
- Châtonnay
- Chatte
- Chavanoz
- Chélieu
- Chevrières
- le Cheylas
- Cheyssieu
- Chèzeneuve
- Chichilianne
- Chimilin
- Chirens
- Cholonge
- Chonas-l'Amballan
- Choranche
- Chozeau
- Chuzelles
- Claix
- Clavans-en-Haut-Oisans
- Clelles
- Clonas-sur-Varèze
- Cognet
- Cognin-les-Gorges
- Colombe
- la Combe-de-Lancey
- Commelle
- Corbelin
- Cordéac
- Corenc
- Cornillon-en-Trièves
- Corps
- Corrençon-en-Vercors
- La Côte-Saint-André
- les Côtes-d'Arey
- les Côtes-de-Corps
- Coublevie
- Cour-et-Buis
- Courtenay
- Crachier
- Cras
- Crémieu
- Creys-Mépieu
- Crolles
- Culin

## D
Diémoz
- Dionay
- Dizimieu
- Doissin
- Dolomieu
- Domarin
- Domène

## E
Échirolles
- Eclose
- Engins
- Entraigues
- Entre-deux-Guiers
- les Éparres
- Estrablin
- Eybens
- Eydoche
- Eyzin-Pinet

## F
Faramans
- Faverges-de-la-Tour
- la Ferrière
- Fitilieu
- la Flachère
- Flachères
- Fontaine
- Fontanil-Cornillon
- la Forteresse
- Four
- le Freney-d'Oisans
- la Frette
- Froges
- Frontonas

## G
la Garde
- Gières
- Gillonnay
- Goncelin
- le Grand-Lemps
- Granieu
- Grenay
- Grenoble
- Gresse-en-Vercors
- le Gua

## H
Herbeys
- Heyrieux
- Hières-sur-Amby
- Huez
- Hurtières

## I
L'Isle-d'Abeau
- Izeaux
- Izeron

## J
Janneyrias
- Jarcieu
- Jardin
- Jarrie

## L
Laffrey
- Lalley
- Lans-en-Vercors
- Laval
- Lavaldens
- Lavars
- Lentiol
- Leyrieu
- Lieudieu
- Livet-et-Gavet
- Longechenal
- Lumbin
- Luzinay

## M
Malleval-en-Vercors
- Marcieu
- Marcilloles
- Marcollin
- Marnans
- Massieu
- Maubec
- Mayres-Savel
- Méaudre
- Mens
- Merlas
- Meylan
- Meyrié
- Meyrieu-les-Étangs
- Meyssiès
- Miribel-Lanchâtre
- Miribel-les-Échelles
- Mizoën
- Moidieu-Détourbe
- Moirans
- Moissieu-sur-Dolon
- Monestier-d'Ambel
- Monestier-de-Clermont
- le Monestier-du-Percy
- Monsteroux-Milieu
- Montagne
- Montagnieu
- Montalieu-Vercieu
- Montaud
- Montbonnot-Saint-Martin
- Montcarra
- Montchaboud
- Mont-de-Lans
- Monteynard
- Montfalcon
- Montferrat
- Montrevel
- Mont-Saint-Martin
- Montseveroux
- Moras
- Morestel
- Morêtel-de-Mailles
- Morette
- la Morte
- la Motte-d'Aveillans
- la Motte-Saint-Martin
- Mottier
- le Moutaret
- la Mure
- la Murette
- Murianette
- Murinais

## N
Nantes-en-Ratier
- Nantoin
- Serre-Nerpol
- Nivolas-Vermelle
- Notre-Dame-de-Commiers
- Notre-Dame-de-l'Osier
- Notre-Dame-de-Mésage
- Notre-Dame-de-Vaulx
- Noyarey

## O
Optevoz
- Oris-en-Rattier
- Ornacieux
- Ornon
- Oulles
- Oyeu
- Oytier-Saint-Oblas
- Oz

## P
Pact
- Pajay
- Paladru
- Panissage
- Panossas
- Parmilieu
- le Passage
- Passins
- le Péage-de-Roussillon
- Pellafol
- Penol
- Percy
- le Périer
- la Pierre
- Pierre-Châtel
- le Pin (Isère)
- Pinsot
- Pisieu
- Plan
- Poisat
- Poliénas
- Pommier-de-Beaurepaire
- Pommiers-la-Placette
- Ponsonnas
- Pontcharra
- le Pont-de-Beauvoisin
- Pont-de-Chéruy
- le Pont-de-Claix
- Pont-Évêque
- Pont-en-Royans
- Porcieu-Amblagnieu
- Prébois
- Presles
- Pressins
- Primarette
- Proveysieux
- Prunières

## Q
Quaix-en-Chartreuse
- Quet-en-Beaumont
- Quincieu

## R
Réaumont
- Renage
- Rencurel
- Revel
- Revel-Tourdan
- Reventin-Vaugris
- Rives
- la Rivière
- Roche
- les Roches-de-Condrieu
- Rochetoirin
- Roissard
- Romagnieu
- Roussillon
- Rovon
- Royas
- Roybon
- Ruy

## S
Sablons (Isère)
- Sainte-Agnès (Isère)
- Saint-Agnin-sur-Bion
- Saint-Alban-de-Roche
- Saint-Alban-du-Rhône
- Saint-Albin-de-Vaulserre
- Saint-Andéol (Isère)
- Saint-André-en-Royans
- Saint-André-le-Gaz
- Sainte-Anne-sur-Gervonde
- Saint-Antoine-l'Abbaye
- Saint-Appolinard (Isère)
- Saint-Arey
- Saint-Aupre
- Saint-Barthélemy (Isère)
- Saint-Barthélemy-de-Séchilienne
- Saint-Baudille-de-la-Tour
- Saint-Baudille-et-Pipet
- Saint-Bernard (Isère)
- Saint-Blaise-du-Buis
- Sainte-Blandine (Isère)
- Saint-Bonnet-de-Chavagne
- Saint-Bueil
- Saint-Cassien (Isère)
- Saint-Chef
- Saint-Christophe-en-Oisans
- Saint-Christophe-sur-Guiers
- Saint-Clair-de-la-Tour
- Saint-Clair-du-Rhône
- Saint-Clair-sur-Galaure
- Saint-Didier-de-Bizonnes
- Saint-Didier-de-la-Tour
- Saint-Égrève
- Saint-Étienne-de-Crossey
- Saint-Étienne-de-Saint-Geoirs
- Saint-Geoire-en-Valdaine
- Saint-Geoirs
- Saint-Georges-de-Commiers
- Saint-Georges-d'Espéranche
- Saint-Gervais (Isère)
- Saint-Guillaume
- Saint-Hilaire-de-Brens
- Saint-Hilaire-de-la-Côte
- Saint-Hilaire-du-Rosier
- Saint-Hilaire (Isère)
- Saint-Honoré (Isère)
- Saint-Ismier
- Saint-Jean-d'Avelanne
- Saint-Jean-de-Bournay
- Saint-Jean-de-Moirans
- Saint-Jean-de-Soudain
- Saint-Jean-de-Vaulx
- Saint-Jean-d'Hérans
- Saint-Jean-le-Vieux (Isère)
- Saint-Joseph-de-Rivière
- Saint-Julien-de-l'Herms
- Saint-Julien-de-Raz
- Saint-Just-Chaleyssin
- Saint-Just-de-Claix
- Saint-Lattier
- Saint-Laurent-du-Pont
- Saint-Laurent-en-Beaumont
- Sainte-Luce
- Saint-Marcel-Bel-Accueil
- Saint-Marcellin
- Sainte-Marie-d'Alloix
- Sainte-Marie-du-Mont (Isère)
- Saint-Martin-de-Clelles
- Saint-Martin-de-la-Cluze
- Saint-Martin-de-Vaulserre
- Saint-Martin-d'Hères
- Saint-Martin-d'Uriage
- Saint-Martin-le-Vinoux
- Saint-Maurice-en-Trièves
- Saint-Maurice-l'Exil
- Saint-Maximin (Isère)
- Saint-Michel-de-Saint-Geoirs
- Saint-Michel-en-Beaumont
- Saint-Michel-les-Portes
- Saint-Mury-Monteymond
- Saint-Nazaire-les-Eymes
- Saint-Nicolas-de-Macherin
- Saint-Nizier-du-Moucherotte
- Saint-Ondras
- Saint-Pancrasse
- Saint-Paul-de-Varces
- Saint-Paul-d'Izeaux
- Saint-Paul-lès-Monestier
- Saint-Pierre-d'Allevard
- Saint-Pierre-de-Bressieux
- Saint-Pierre-de-Chartreuse
- Saint-Pierre-de-Chérennes
- Saint-Pierre-de-Méaroz
- Saint-Pierre-de-Mésage
- Saint-Pierre-d'Entremont (Isère)
- Saint-Prim
- Saint-Quentin-Fallavier
- Saint-Quentin-sur-Isère
- Saint-Romain-de-Jalionas
- Saint-Romain-de-Surieu
- Saint-Romans
- Saint-Sauveur (Isère)
- Saint-Savin
- Saint-Sébastien (Isère)
- Saint-Siméon-de-Bressieux
- Saint-Sorlin-de-Morestel
- Saint-Sorlin-de-Vienne
- Saint-Sulpice-des-Rivoires
- Saint-Théoffrey
- Saint-Vérand (Isère)
- Saint-Victor-de-Cessieu
- Saint-Victor-de-Morestel
- Saint-Vincent-de-Mercuze
- Salagnon
- Salaise-sur-Sanne
- la Salette-Fallavaux
- la Salle-en-Beaumont
- le Sappey-en-Chartreuse
- Sarcenas
- Sardieu
- Sassenage
- Satolas-et-Bonce
- Savas-Mépin
- Séchilienne
- Semons
- Septème
- Sérézin-de-la-Tour
- Sermérieu
- Serpaize
- Seyssinet-Pariset
- Seyssins
- Seyssuel
- Siccieu-Saint-Julien-et-Carisieu
- Siévoz
- Sillans
- Sinard
- Soleymieu
- la Sône
- Sonnay
- Sousville
- Succieu
- Susville

## T
Têche
- Tencin
- la Terrasse
- Theys
- Thodure
- Tignieu-Jameyzieu
- Torchefelon
- la Tour-du-Pin
- le Touvet
- Tramolé
- Treffort
- Tréminis
- Trept
- la Tronche
- Tullins

## V
Valbonnais
- Valencin
- Valencogne
- la Valette
- Valjouffrey
- Varacieux
- Varces-Allières-et-Risset
- Vasselin
- Vatilieu
- Vaujany
- Vaulnaveys-le-Bas
- Vaulnaveys-le-Haut
- Vaulx-Milieu
- Velanne
- Vénérieu
- Venon
- Vénosc
- Vernas
- Vernioz
- la Verpillière
- le Versoud
- Vertrieu
- Veurey-Voroize
- Veyrins-Thuellin
- Veyssilieu
- Vézeronce-Curtin
- Vienne
- Vif
- Vignieu
- Villard-Bonnot
- Villard-de-Lans
- Villard-Notre-Dame
- Villard-Reculas
- Villard-Reymond
- Villard-Saint-Christophe
- Villefontaine
- Villemoirieu
- Villeneuve-de-Marc
- Ville-sous-Anjou
- Villette-d'Anthon
- Villette-de-Vienne
- Vinay
- Virieu le
- Viriville
- Vizille
- Voiron
- Voissant
- Voreppe
- Vourey